# クレピー＝アン＝ヴァロワ
クレピー＝アン＝ヴァロワ （Crépy-en-Valois）は、フランス、オー＝ド＝フランス地域圏、オワーズ県のコミューン。

## 地理

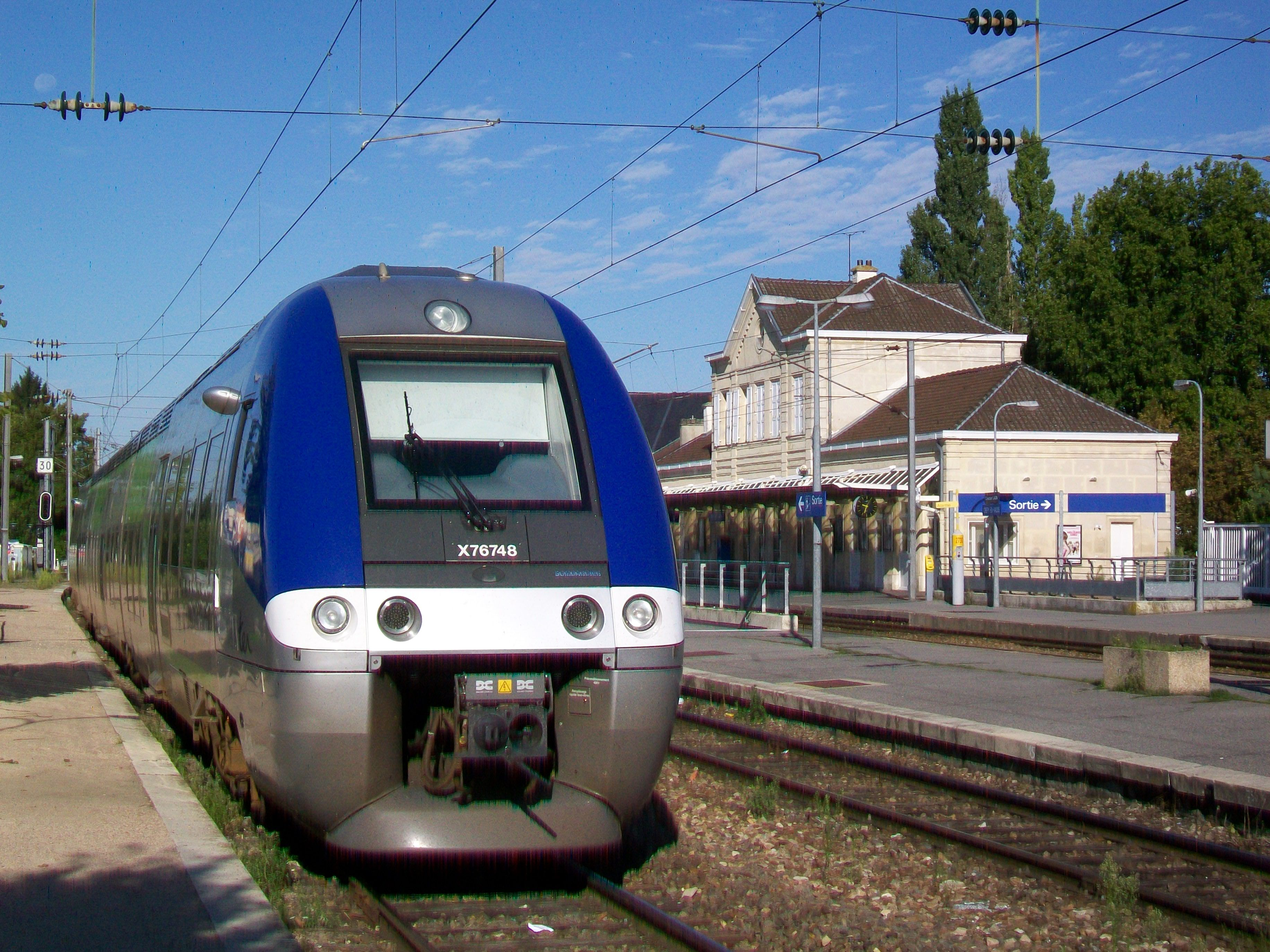
クレピー＝アン＝ヴァロワ駅

パリの北東約60kmにあるクレピー＝アン＝ヴァロワは、大きな産業文化の土壌（穀物、ビート、油料系植物の生産、畑作農業など）を持つヴァロワの中心地である。
町は、国道2号線道路とA1道路の近くにある。シャルル・ド・ゴール国際空港へは車で約25分から30分の距離である。コミューンにはクレピー＝アン＝ヴァロワ駅があり、ラ・プレーヌ-イルソンおよびアノール線、TERピカルディーの路線（パリ-ラン区間）と同様にトランジリアンK線の列車が運行される。
2011年12月より、クレピー＝アン＝ヴァロワ市ではカール・シャルロが運営するシプレという無料バスが運行されており、市内の観光名所に向けた2本の路線で構成されている。
建設されてほぼ100年のサン・ラドル橋は老朽化の兆候があらわれ、その堅牢さに疑問が投げかけられている。2018年、重量3.5トンを超えるトラックの橋の通過が禁止された。修復作業はフランス国鉄とオワーズ県間の意見の不一致で難航している。
コミューンはリュ・デ・タイヤンディエ川（サント＝マリー川支流。サント＝マリー川はオートンヌ川左岸の支流である）によって排水されている。また、いくつかの池がある。

## 由来
Crépyは、Crispeium in Valesia (9世紀)、Crispiacus、Crispinacum、Crispeiacum、Crespeium (1504年)、Crispiacum (1223年)、Chrispeyum、Crispeium sylvanectum、Crespy, Crépi、Crespi、Crespeiと記された。

## 歴史

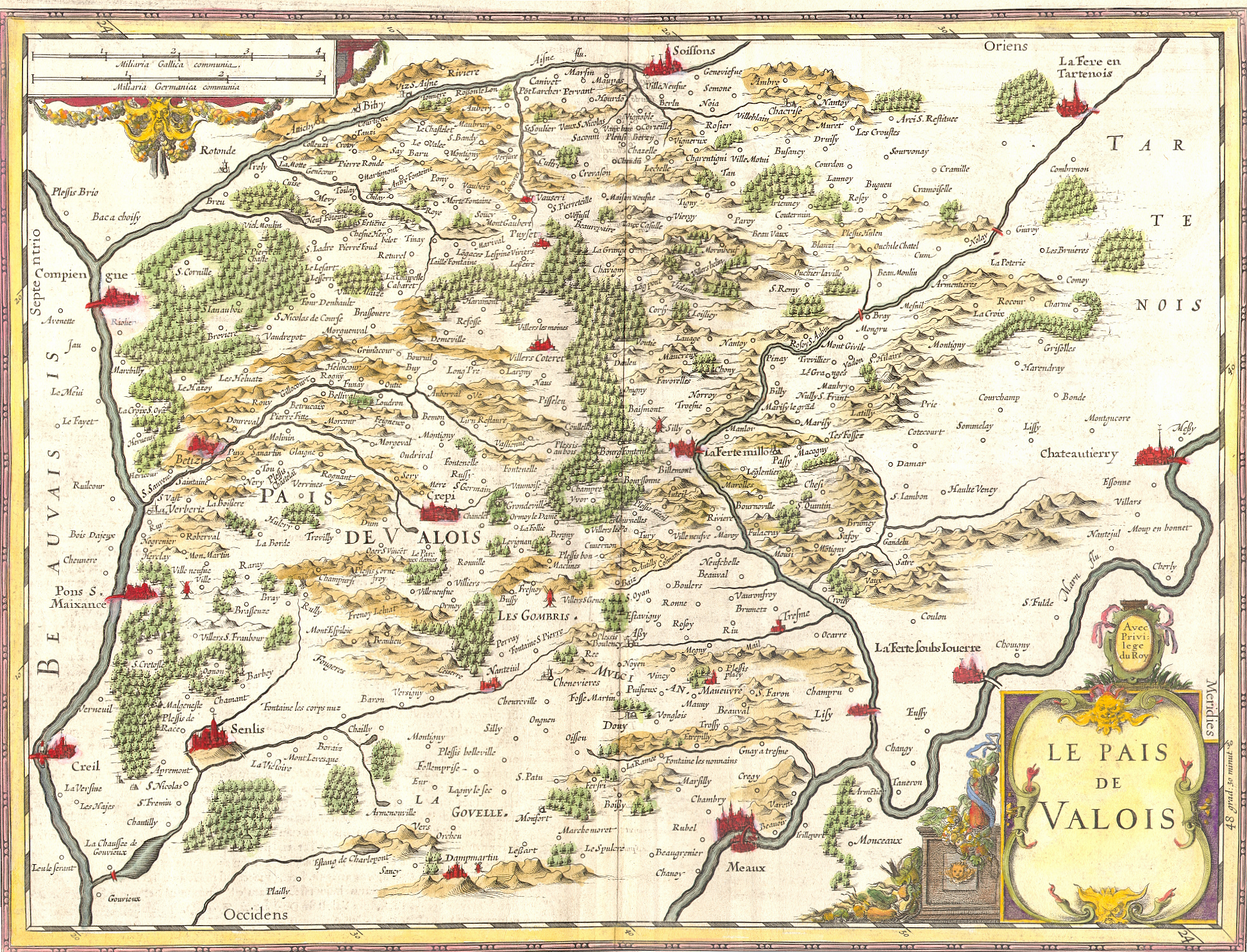
ヘンドリック・ホンディウス2世作成のヴァロワ地方の地図、1620年

クレピー＝アン＝ヴァロワの場所は、おそらくローマ人に占領されていた。
10世紀から、フランス王冠領とされる1213年まで、クレピー＝アン＝ヴァロワはフランス王の有力な家臣ヴァロワ伯の本拠地となった。アパナージュとしてヴァロワを与えられたルイ・ド・ヴァロワは、この地を公領とした。
クレピー＝アン＝ヴァロワは、フランドルとシャンパーニュ間の主要道の1つに位置しており、シャンパーニュ大市とともに12世紀から13世紀まで経済的な繁栄を経験した。
しかし、町は百年戦争の影響を受ける。さらに、16世紀以降のフランス王たちはヴィレール＝コトレの町の方を好んだ。その後、フランス革命まで、町は徐々に衰退していった。
フランス革命のもと、クレピーの大衆社会は活発だった。1790年から1795年まで、クレピー＝アン＝ヴァロワは郡庁が置かれた。1861年には鉄道が到達し、町が経済的な活力を取り戻したため1873年にはクレールの家具製造工場ができた。町は、1888年から1918年まで市長を務めた、ギュスターヴ・ショピネ時代の著しい経済成長を忘れていない。
1902年、市議会は宗教的対立によって分裂し、閣僚会議によって解散させられた。
ギュスターヴ・ショピネ市長は、第一次世界大戦のドイツによるフランス侵攻時である1914年9月2日、12人のクレピー市民とともにドイツの人質となった。彼の勇敢な行為は、1917年にレジオン・ドヌール勲章をもたらした。町は特に1918年にドイツによる爆撃に苛まれた。クレールの家具工場は部分的に破壊された。
戦争末期にもかかわらず、町が中程度の破壊に苦しんだことが地図で明らかになっている。1920年7月、第一次世界大戦中のクレピーに対しクロワ・ド・ゲール勲章が授与された。
戦後は、物価の上昇、深刻な住宅危機に特筆される。ジャン・ヴァサル市長の元、最初の低価格住宅（fr）がつくられた。フランス社会党SFIO所属の社会主義者ヴァサルは、ナチス支配下のヴィシー政権によって支持されていた。しかしながらまったく意外なことに、ヴァサルを支持したのはド・ゴール主義者の知事、イヴ・ペロニーであった。1944年9月、彼は地元のフランス内地軍（FFI）によって追放された。1944年11月、ヴァサルはSFIOから除名された。彼は1948年にフランス人民連合に入党した。
左翼のクレピー市民が分裂したのをうまく利用して、ミシェル・デュピュイ博士が1953年のコミューン選挙で勝利した。デュピュイの複数回の任期の元、1995年に彼が職を辞すまでの間にコミューンの人口は5000人から、14000人に増加した。

## 政治
クレピー＝アン＝ヴァロワは、サンリス郡に属する。国民議会選挙においては、1988年以降オワーズ県第5選挙区の一部となっている。
1790年以降、クレピー＝アン＝ヴァロワ小郡の中心である。2014年にフランスの小郡再編が行われたが、これまで小郡の中央投票所（fr）が置かれてきたこのコミューンは、再編後も、再編前と同じ25のコミューンを維持する小郡庁所在地のままである。

## 人口統計
2016年時点のコミューンの人口は15231人で、2011年当時の人口より5.96%増加した
| 1962年 | 1968年 | 1975年 | 1982年 | 1990年 | 1999年 | 2006年 | 2016年 |
| ------ | ------ | ------ | ------ | ------ | ------ | ------ | ------ |
| 7379   | 8660   | 10920  | 12228  | 13222  | 14436  | 14289  | 15231  |

参照元:1962年から1999年までは複数コミューンに住所登録をする者の重複分を除いたもの。それ以降は当該コミューンの人口統計によるもの。1999年までEHESS/Cassini、2006年以降INSEE

## 史跡
- サン・トマ・ド・カントルベリ参事会教会の遺構[10] - 1875年より歴史的記念物[11]。建物の最も古い部分は12世紀からのもの。2019年6月21日、建物の一部が倒壊した[12].。
- サンタルヌ―ル僧院の遺構 - 城塞都市の北西端にある。1943年より建物が歴史的記念物[13]。1077年にクリュニー会の規律を採用した僧院として創建。18世紀の僧院住居、ゴシック様式の教会（現在は廃墟）、ロマネスク様式の地下礼拝堂（廃墟）、修道院建物東翼には回廊と3つのアーチをもつ部屋があり、観光客に開放されている[14].。
- 旧サントーバン城館 - 1926年より歴史的記念物[15]。南側の城壁を見下ろす、10世紀から13世紀の建物。1170年から1180年の間に、ティボー3世・ド・クレピー＝ナントゥイユが建てたサントーバン礼拝堂がある。ブーヴィーヌの戦いの直後、彼の息子フィリップ1世は礼拝堂に隣接して、中世の町の城壁を見下ろす貴族の館を建てた。16世紀にここにはヴァロワ公領の行政の中心が置かれた。
- サン・ドニ教会 - 1977年より歴史的記念物[16]。1802年以降唯一の教区教会。11世紀には城付属の礼拝堂だった。百年戦争で大規模な被害を受けて複数回修復され、1792年には国有資産として売却された後、接収され、飼料店となったが、1802年より教会に戻った[17].。
- サン・マルタン・ド・ブイヤン教会 - 1951年より歴史的記念物[18]。ブイヤン集落は1828年にクレピーと合併するまで、単独のコミューンだった。建物は4つの梁間、2つの側廊を備えた身廊だけが残っている。翼廊とクワイヤは革命の間に破壊された。教会の後ろには、言い伝えによると、熱病をいやしたとされるサン・マルタンの泉があった[17]。

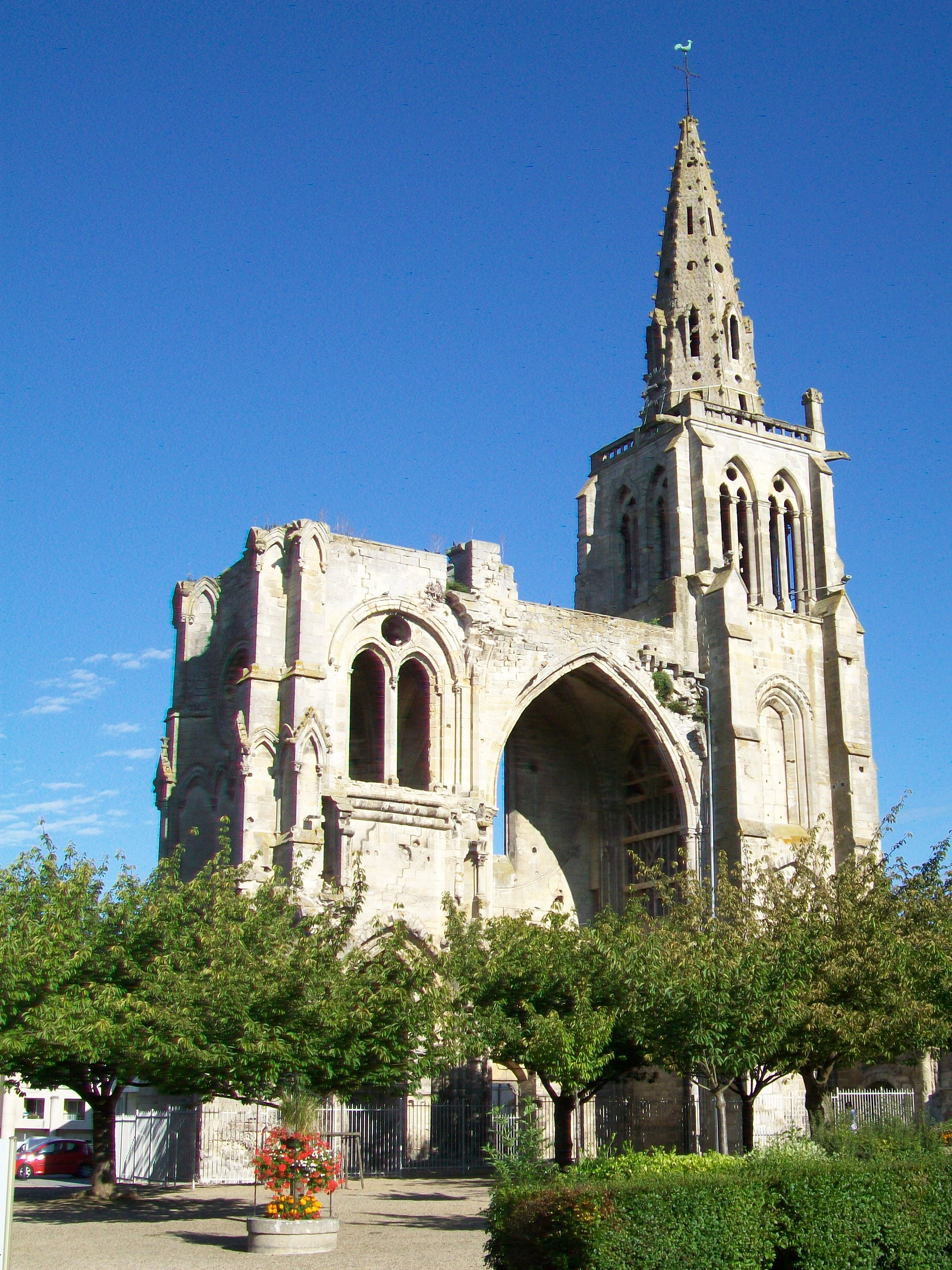
サン・トマ・ド・カントルベリ参事会教会
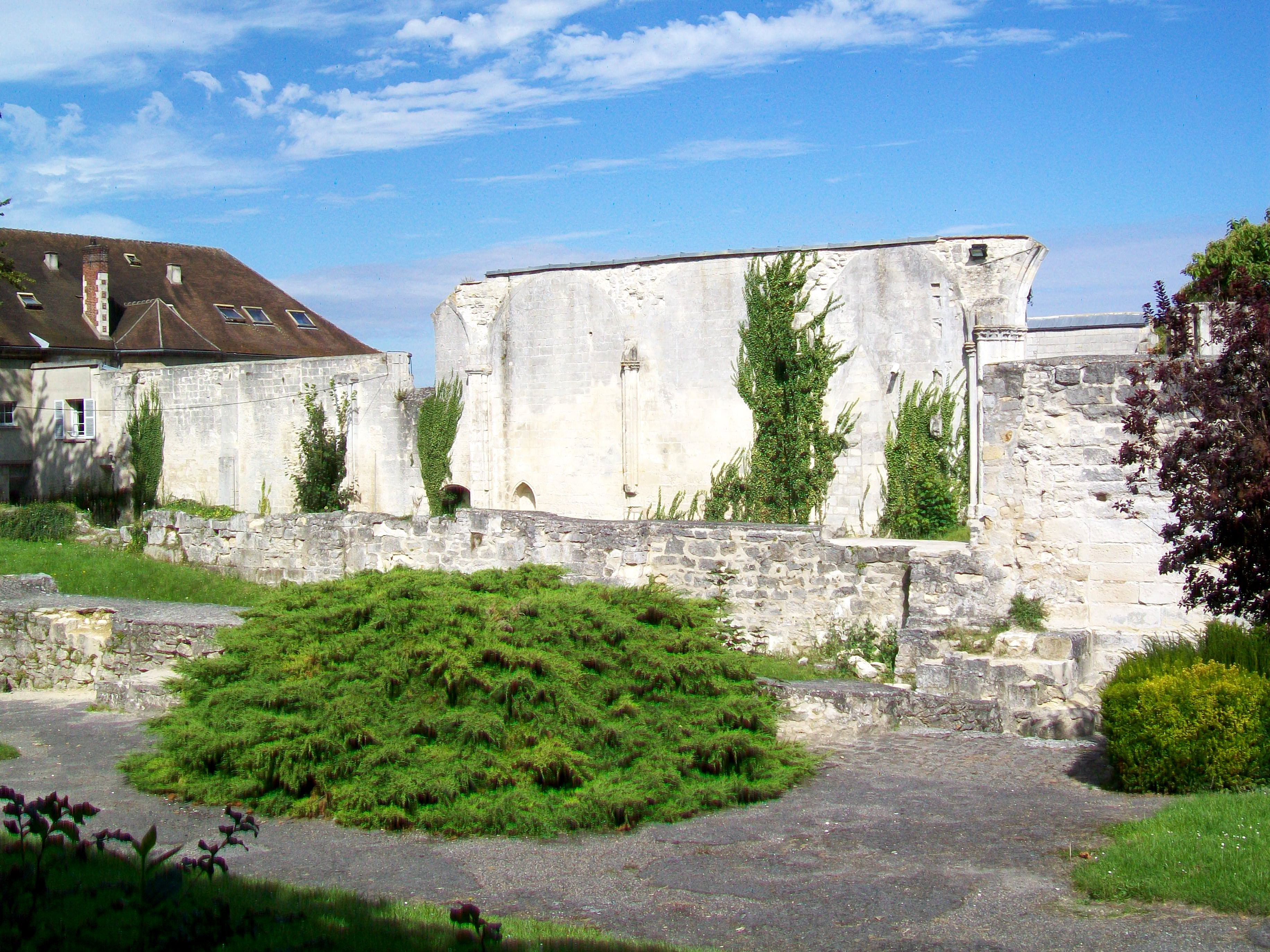
サンタルヌ―ル僧院
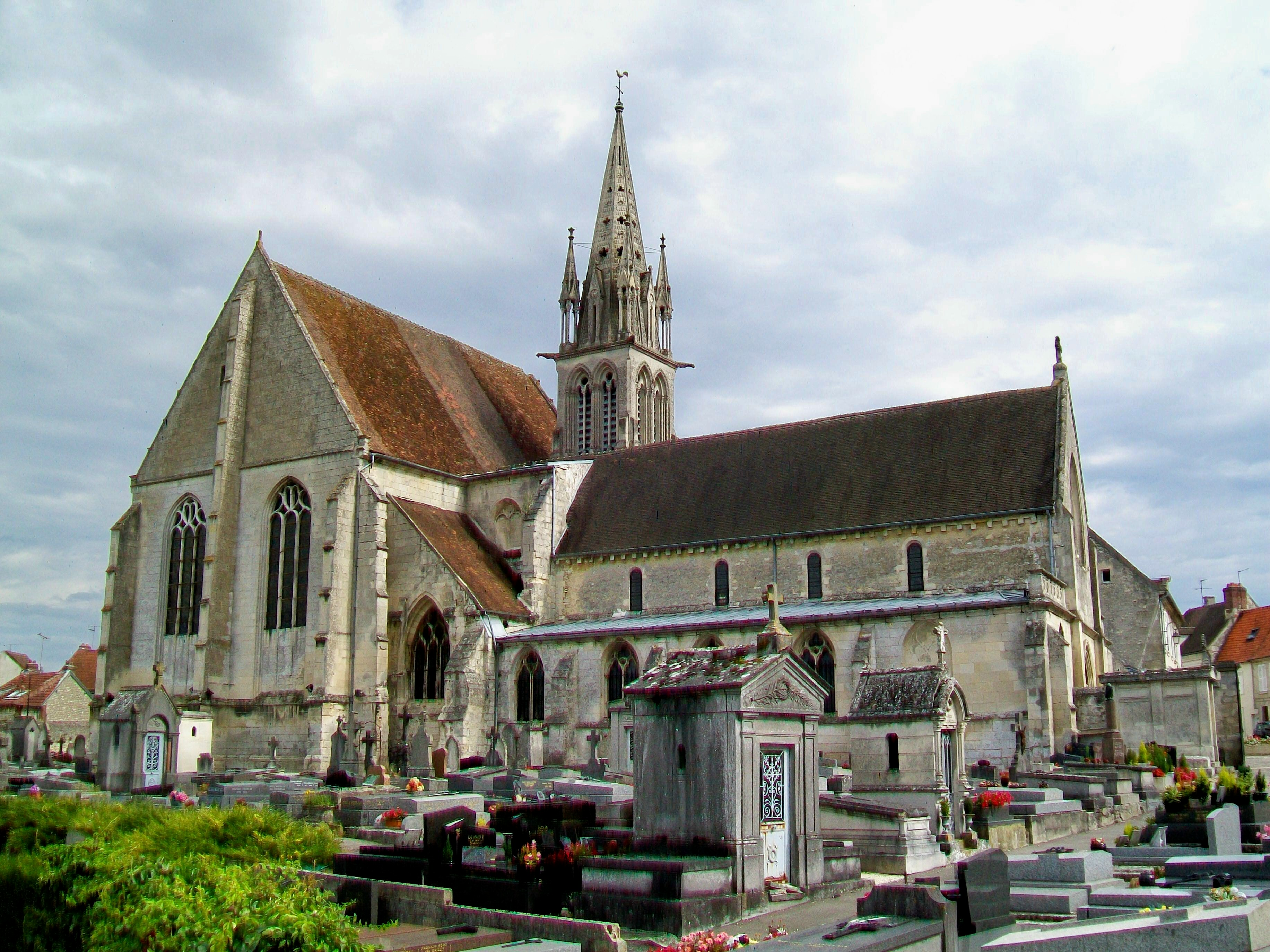
サン・ドニ教会
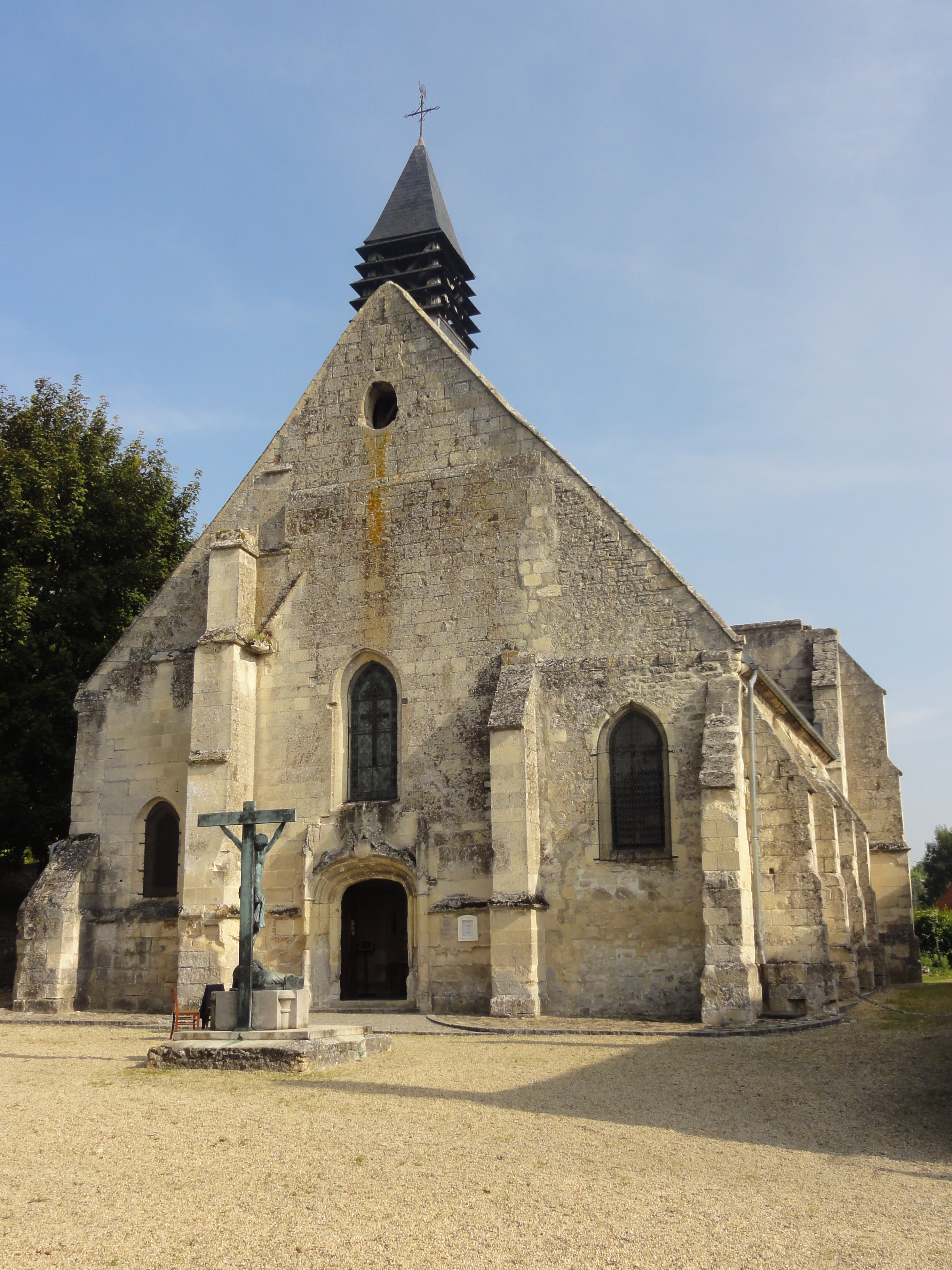
サン・マルタン・ド・ブイヤン教会東側ファサード
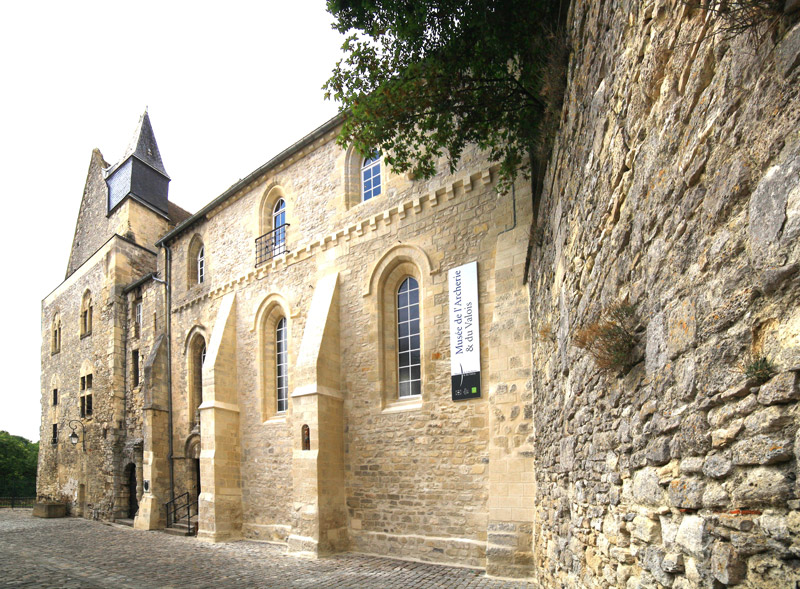
博物館。旧サントーバン城館
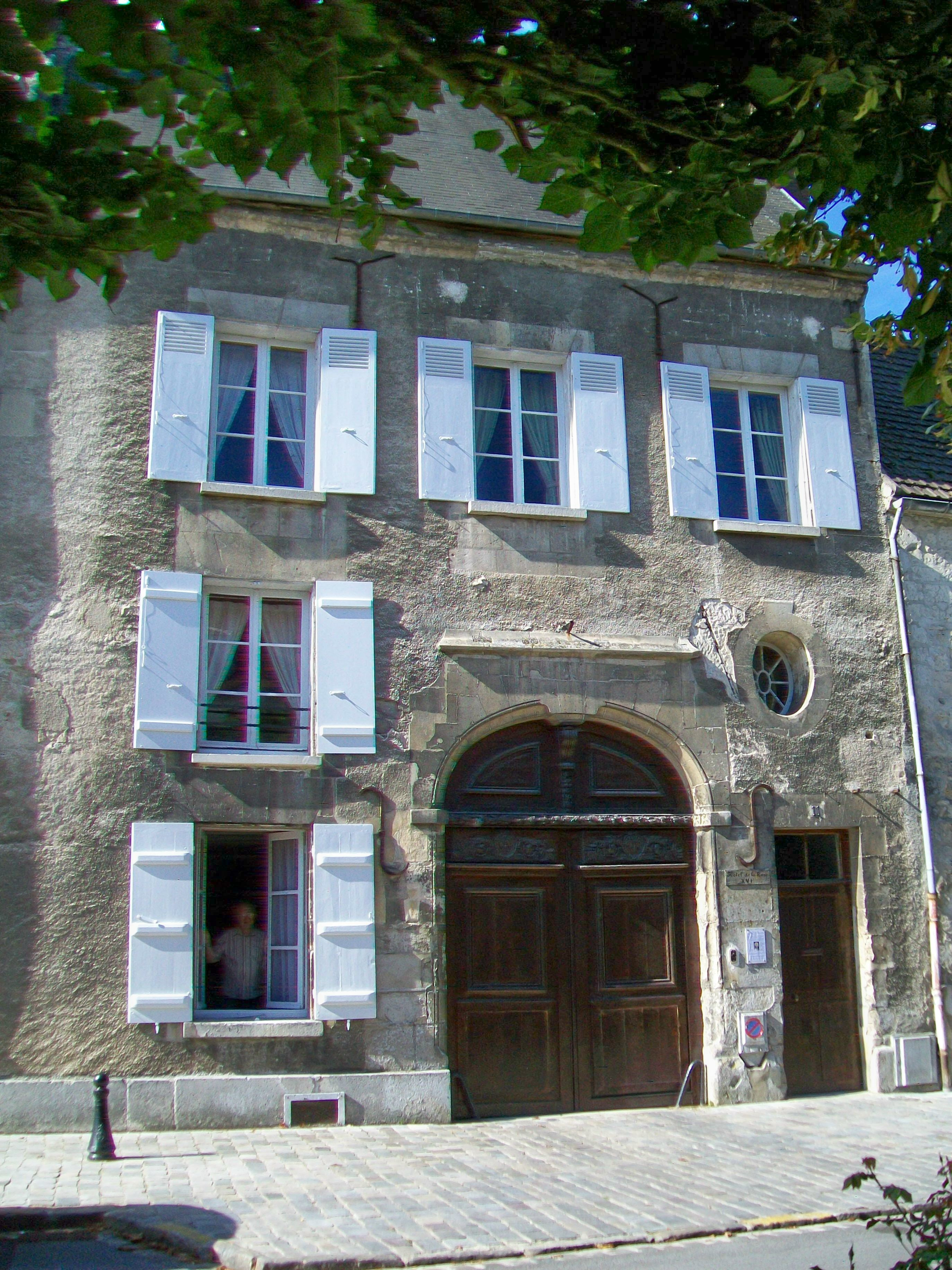
ラ・ローズ邸。1537年
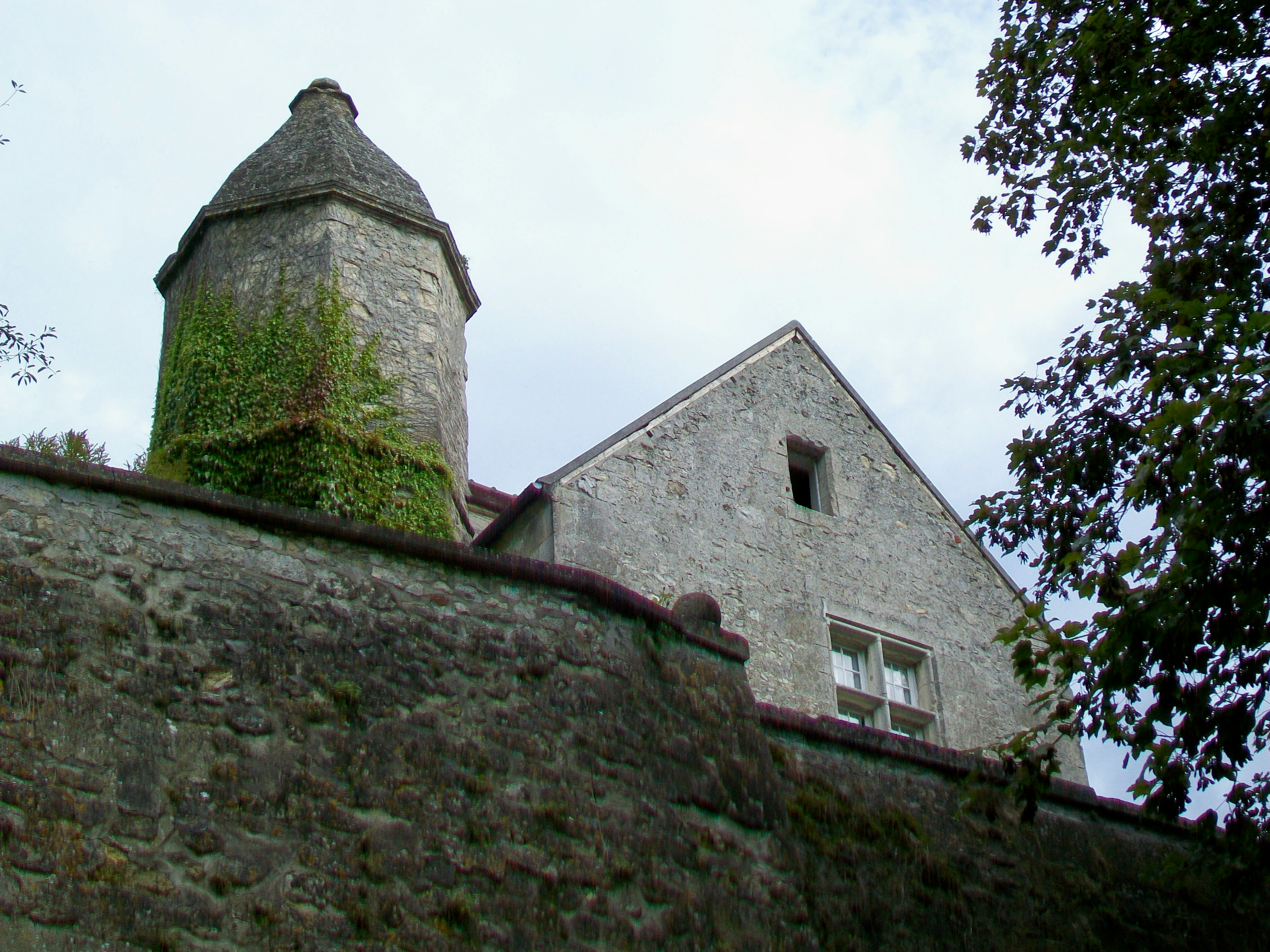
15世紀、ラ・コランドン邸
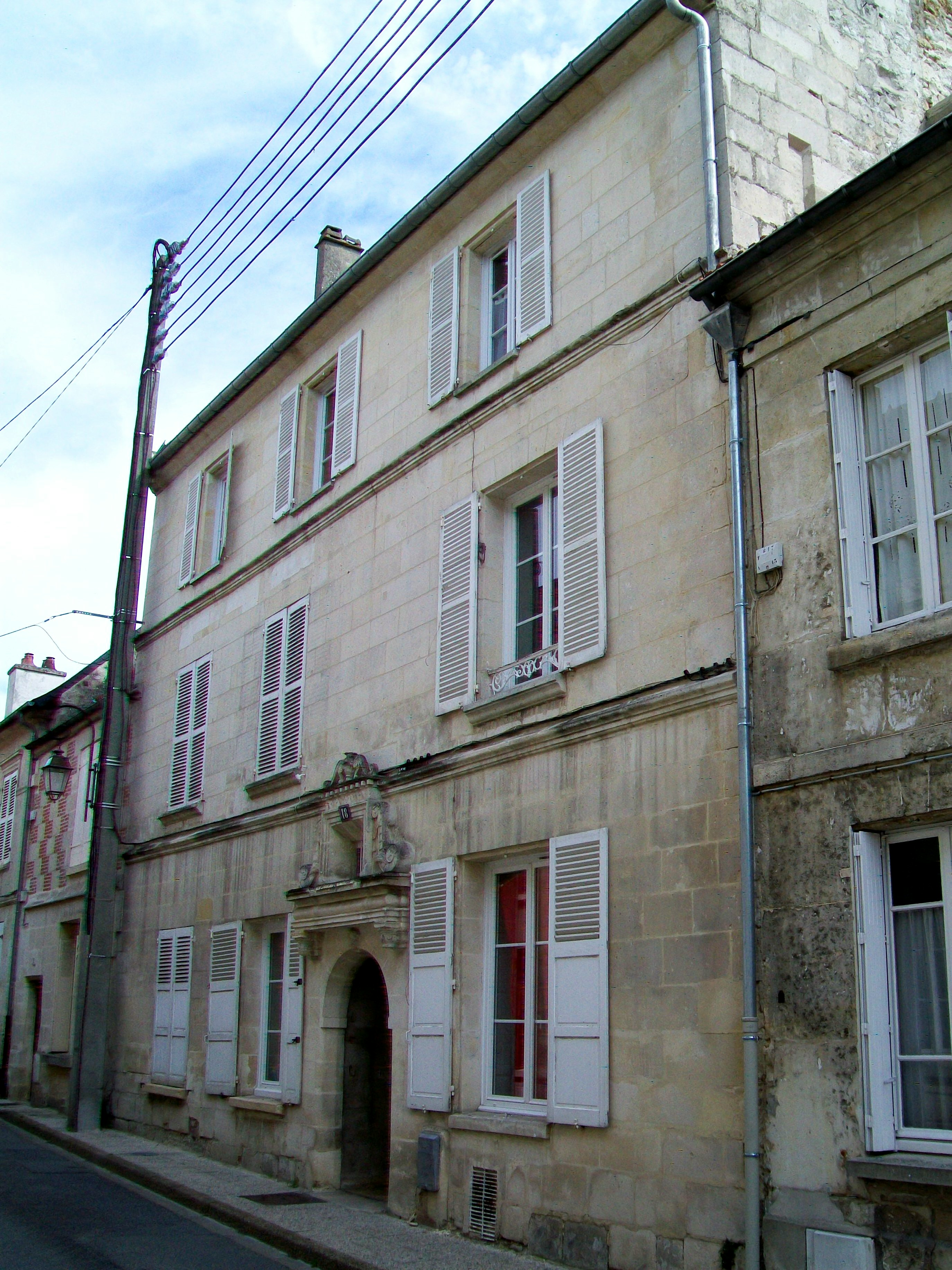
16世紀の建物
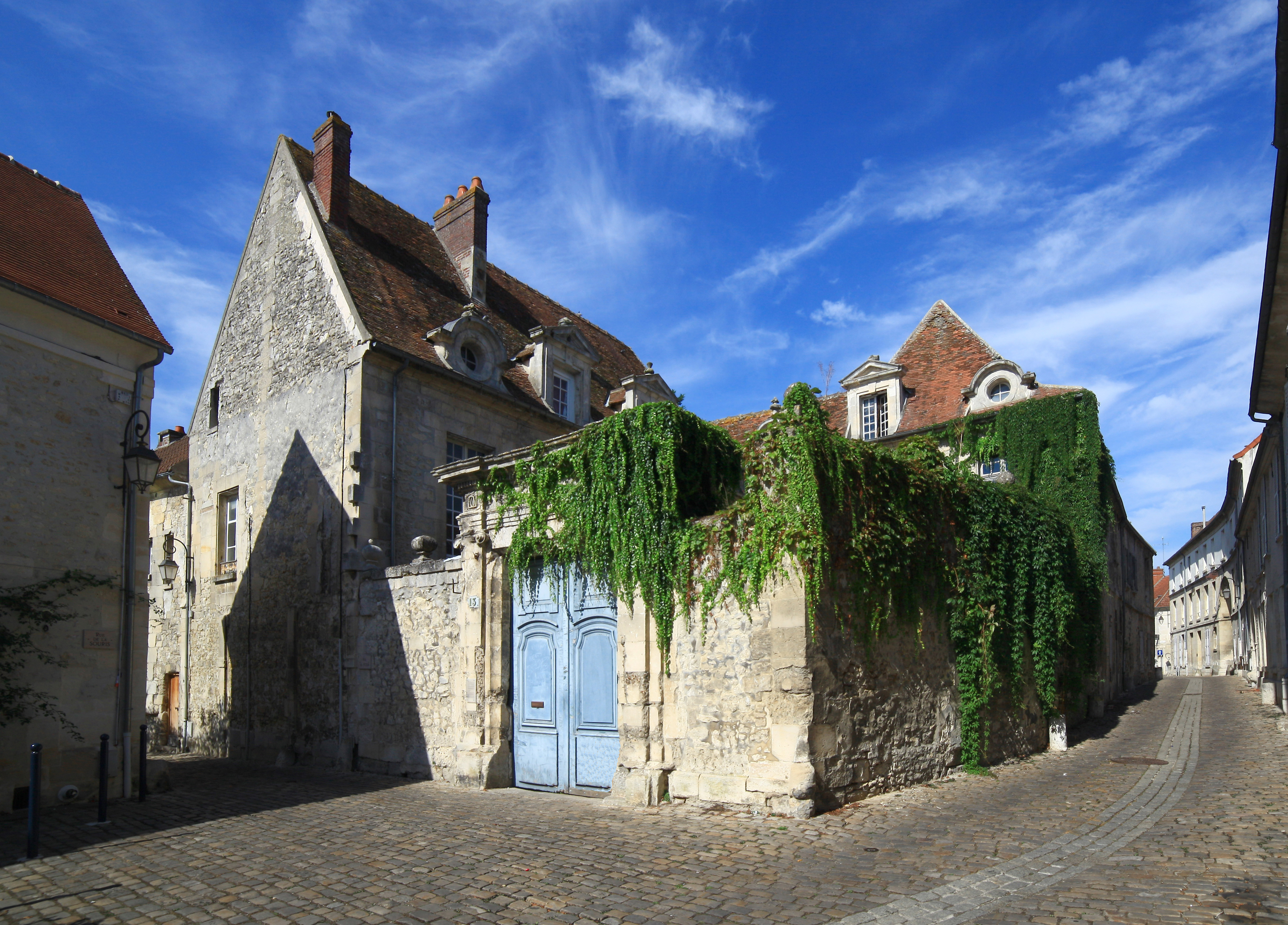
1649年、サン・ジョセフ邸
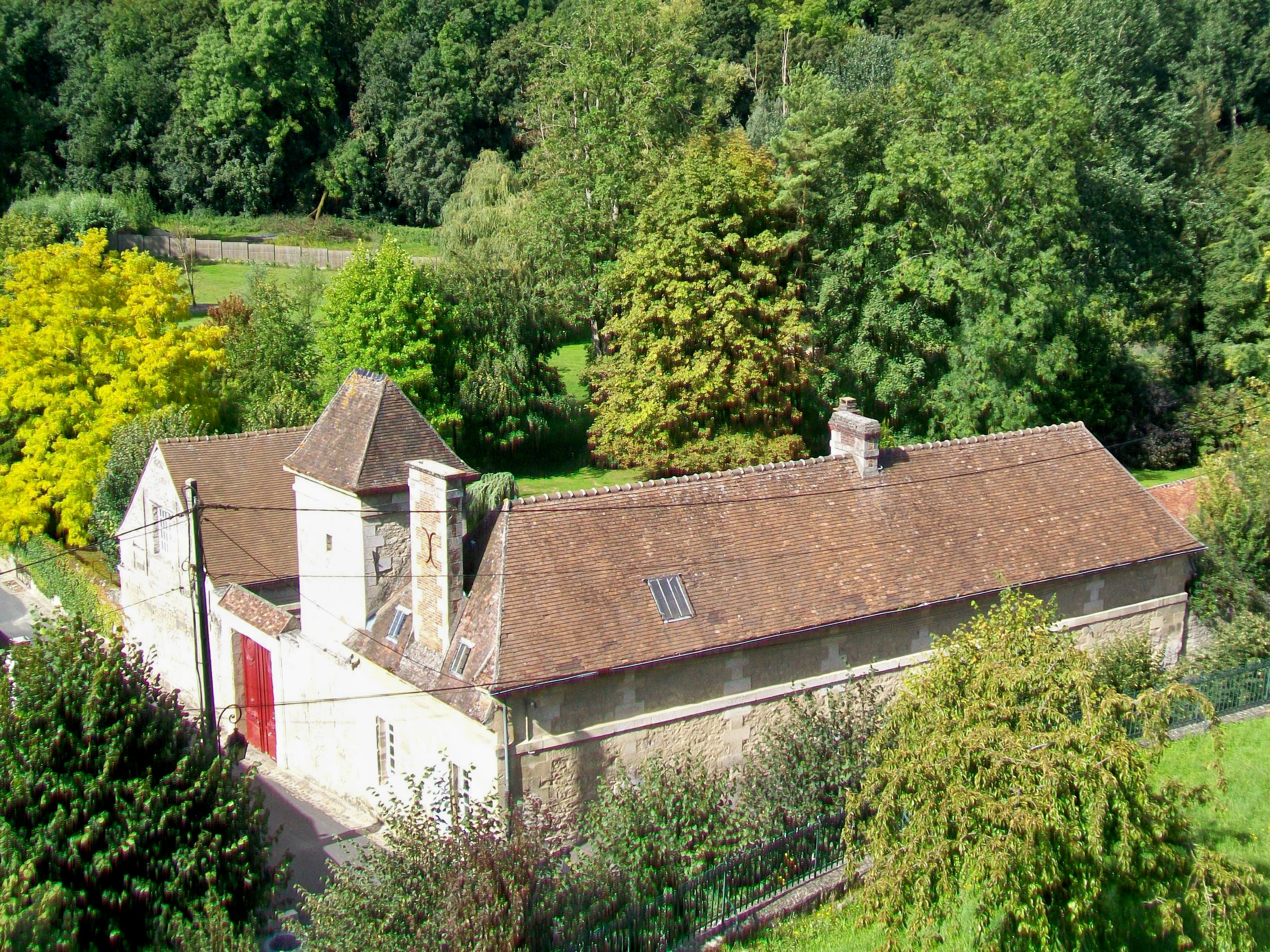
フォン・マランにある邸宅

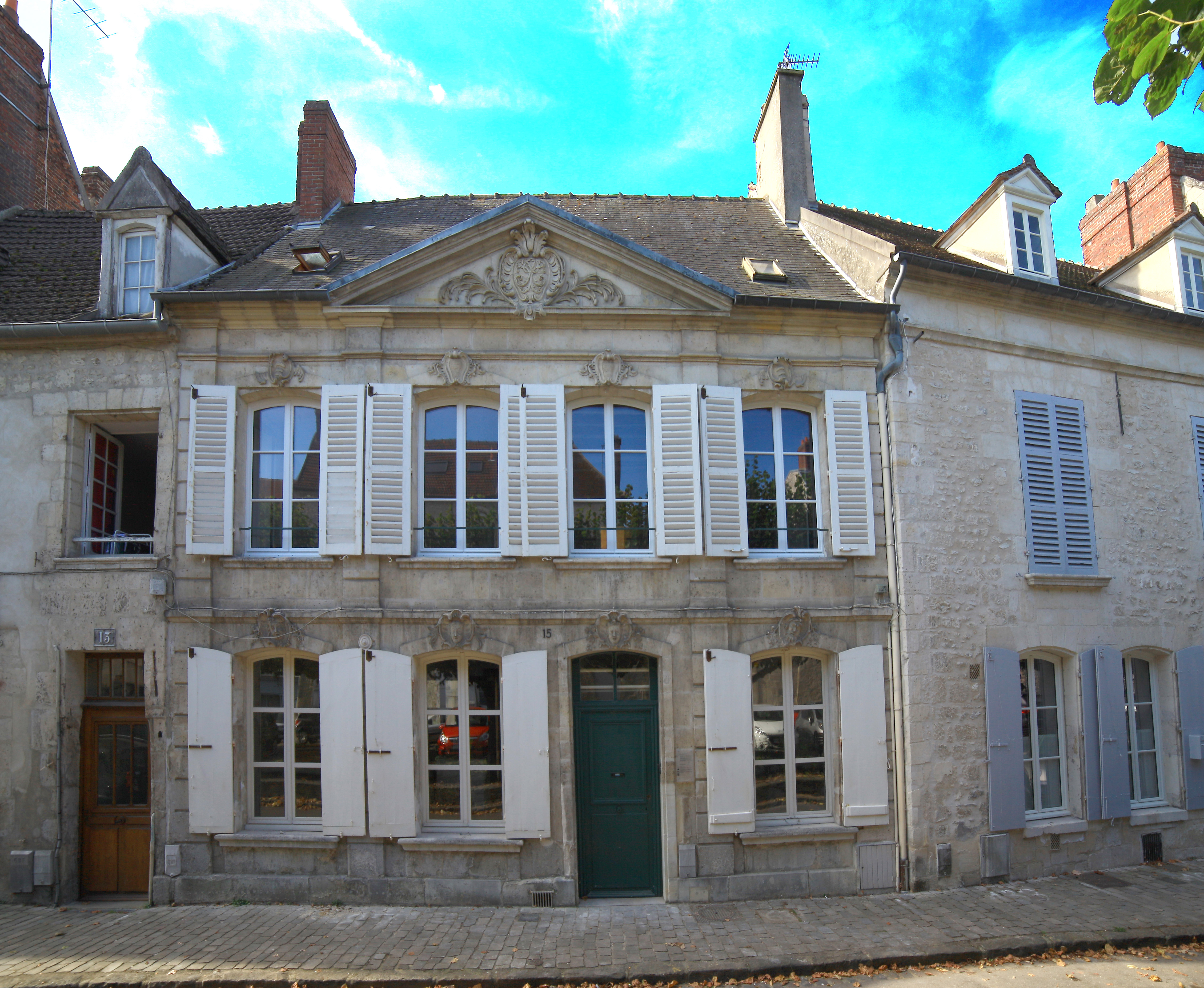
14世紀のキャトル・セゾン邸
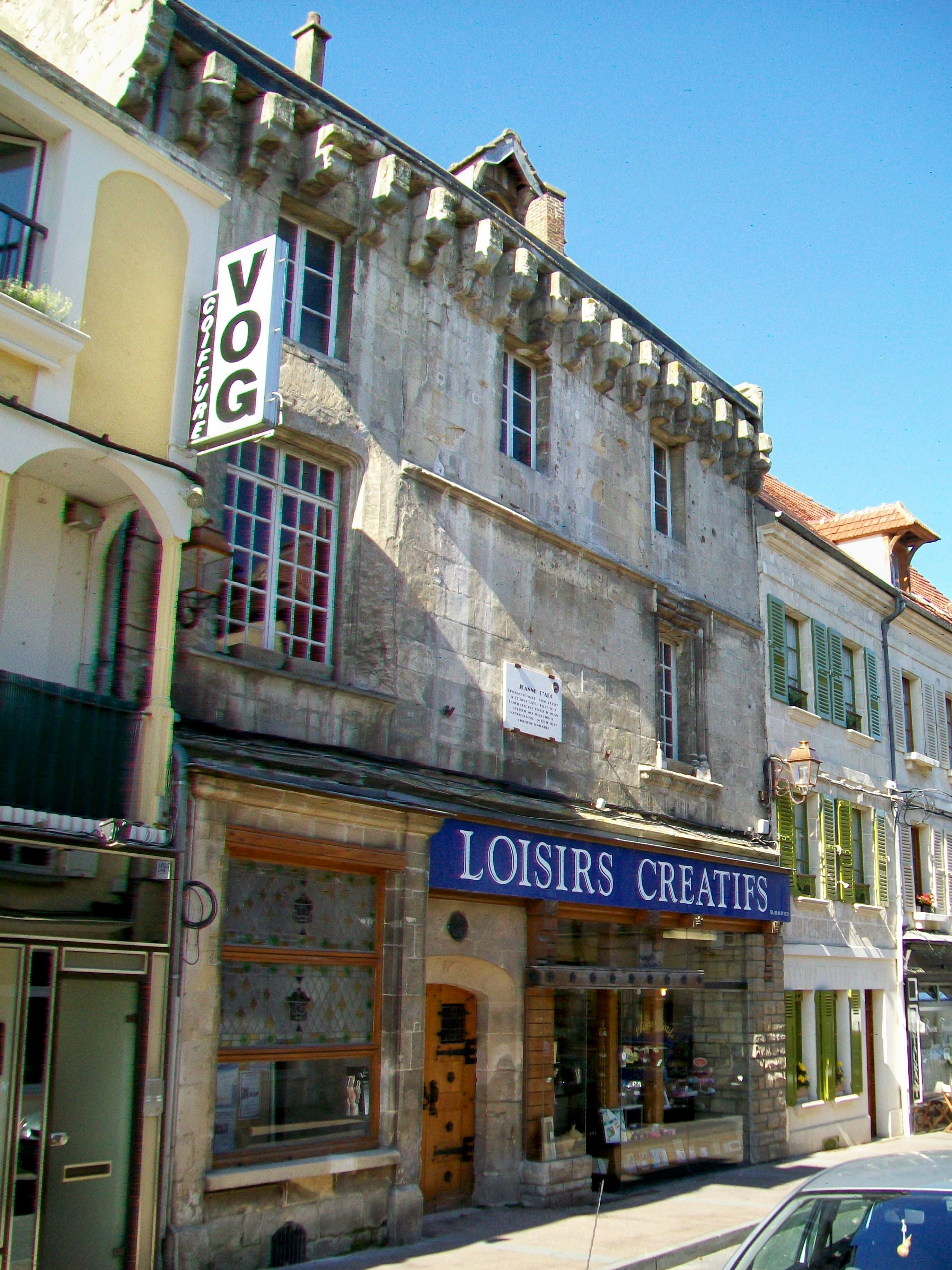
ジャンヌ・ダルクの家と呼ばれる古い住宅
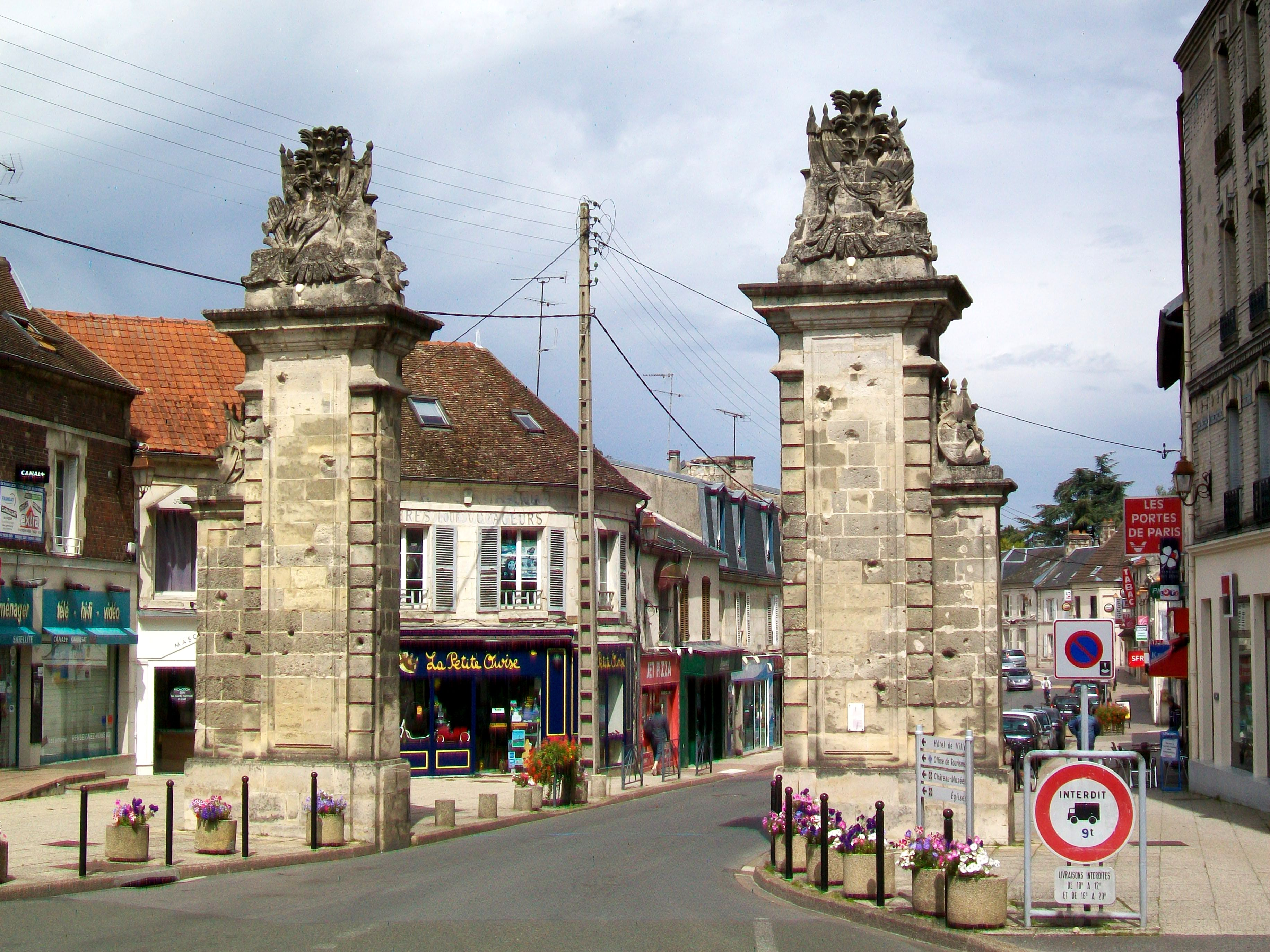
1788年から1792年に建設されたパリ門の跡地
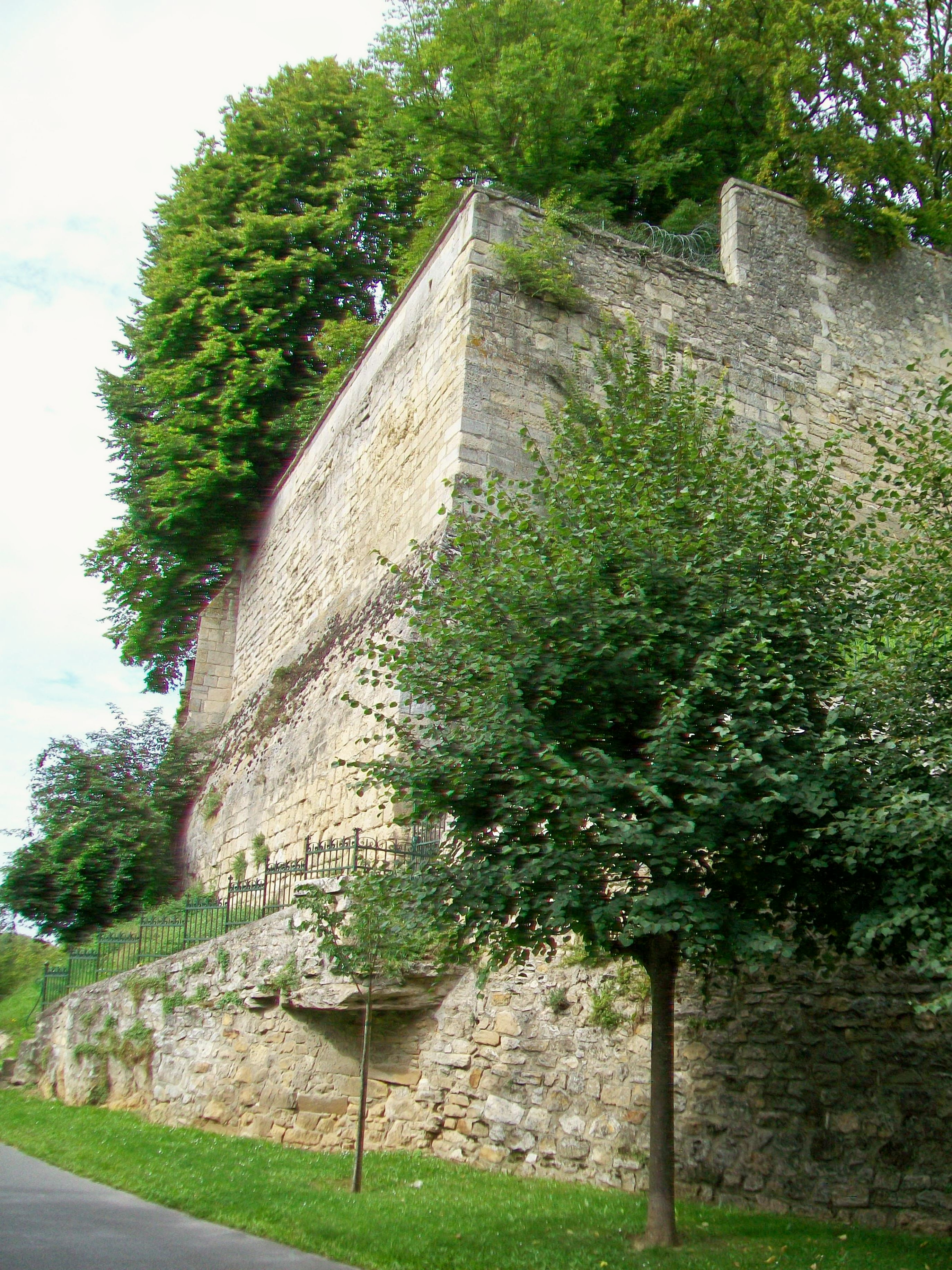
城壁の南側
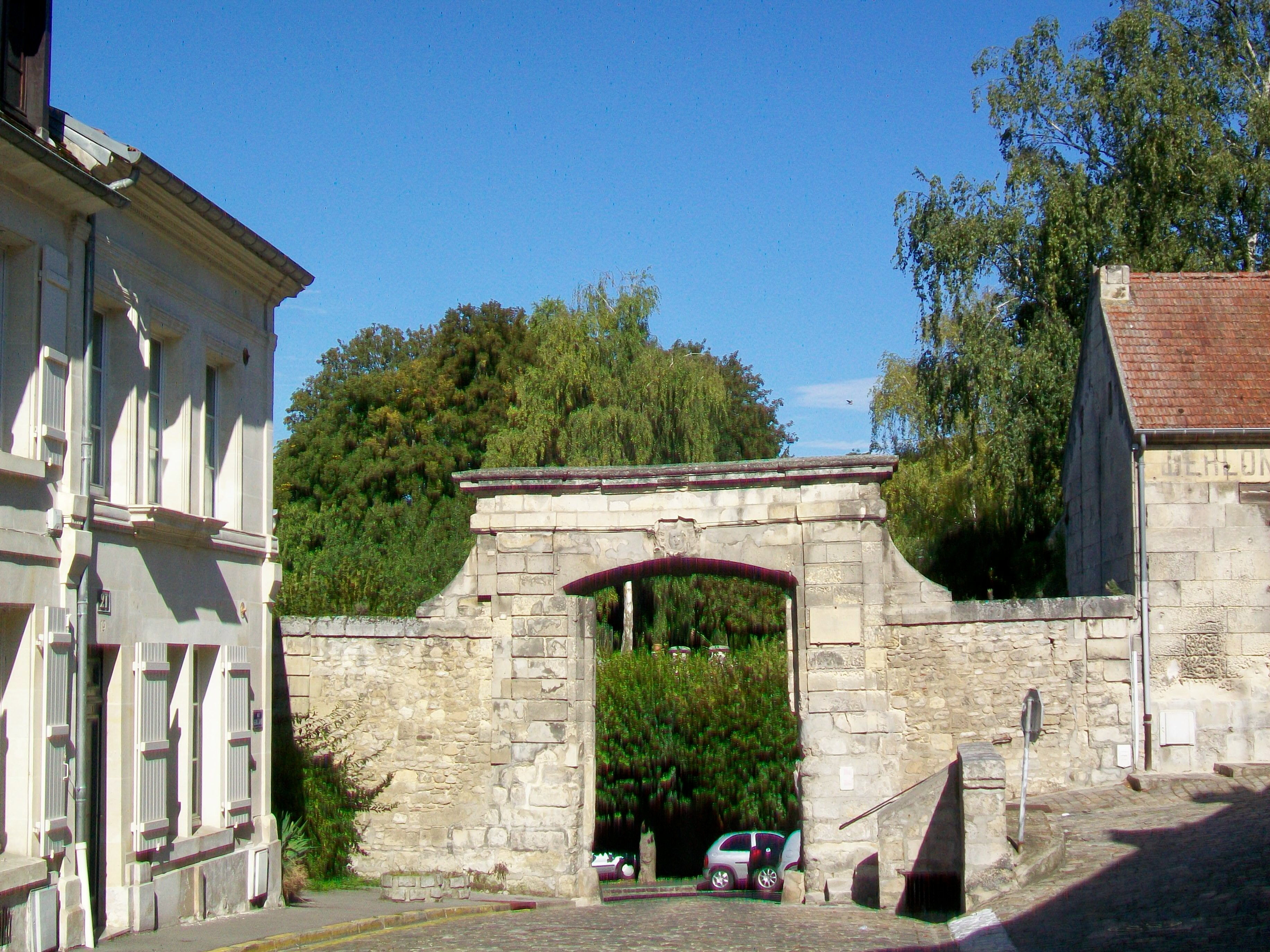
サンタガト門

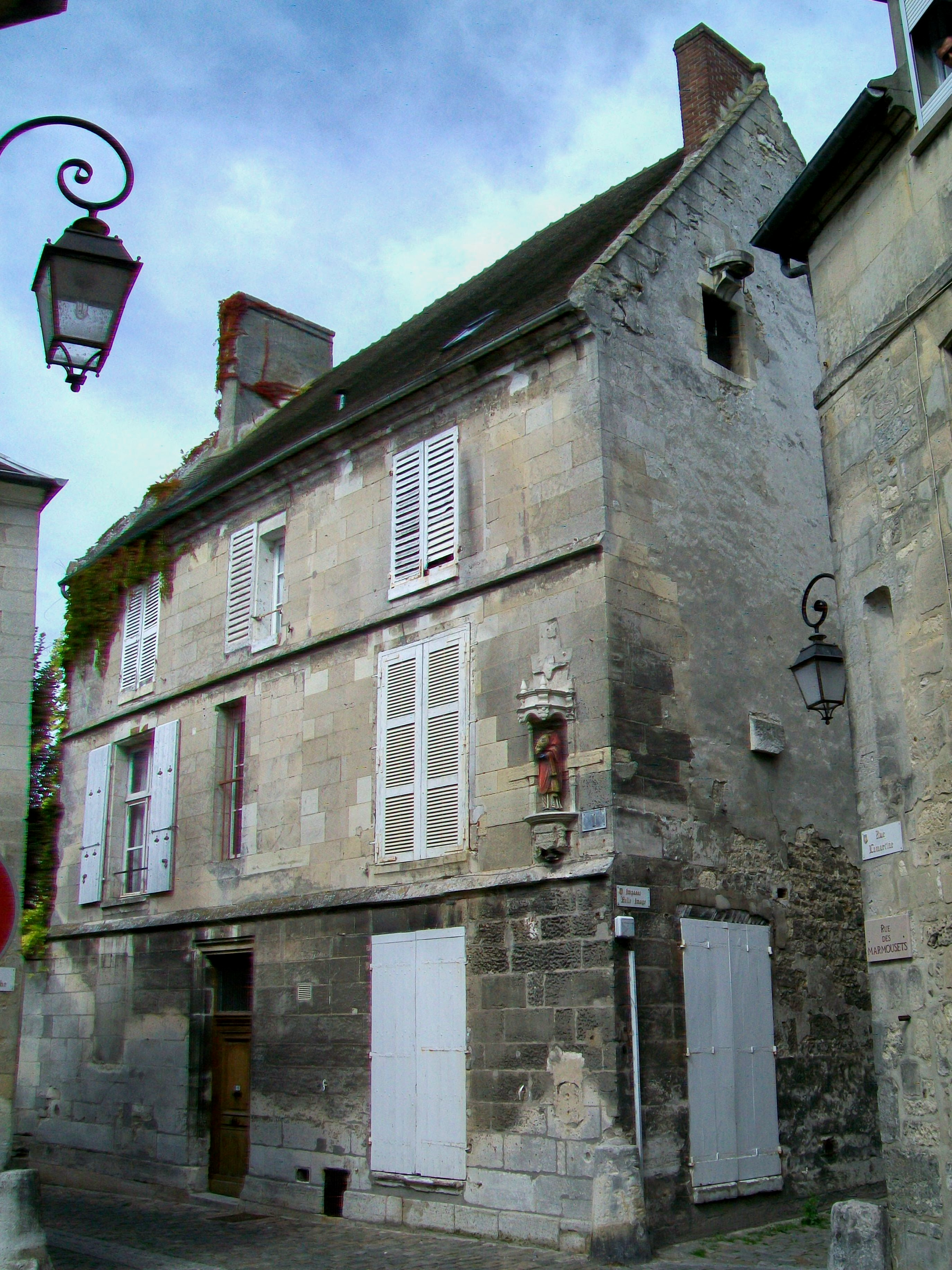
ベル・イマージュ邸
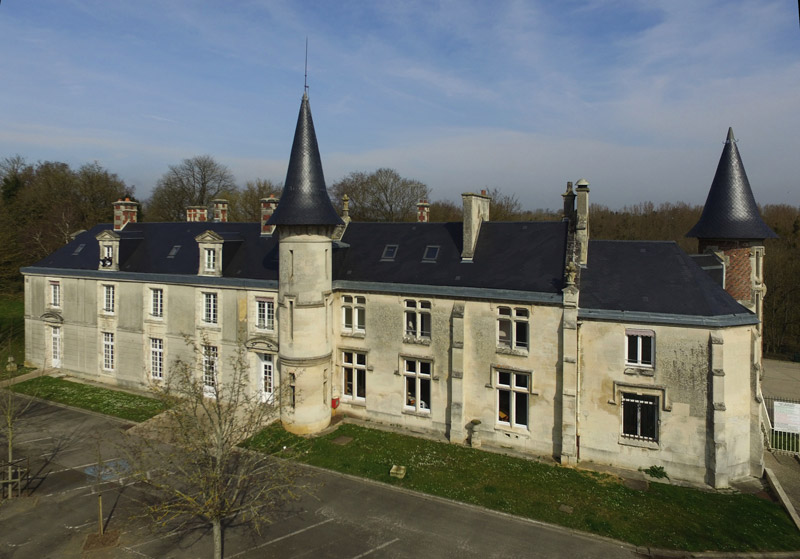
ジェレーム城館
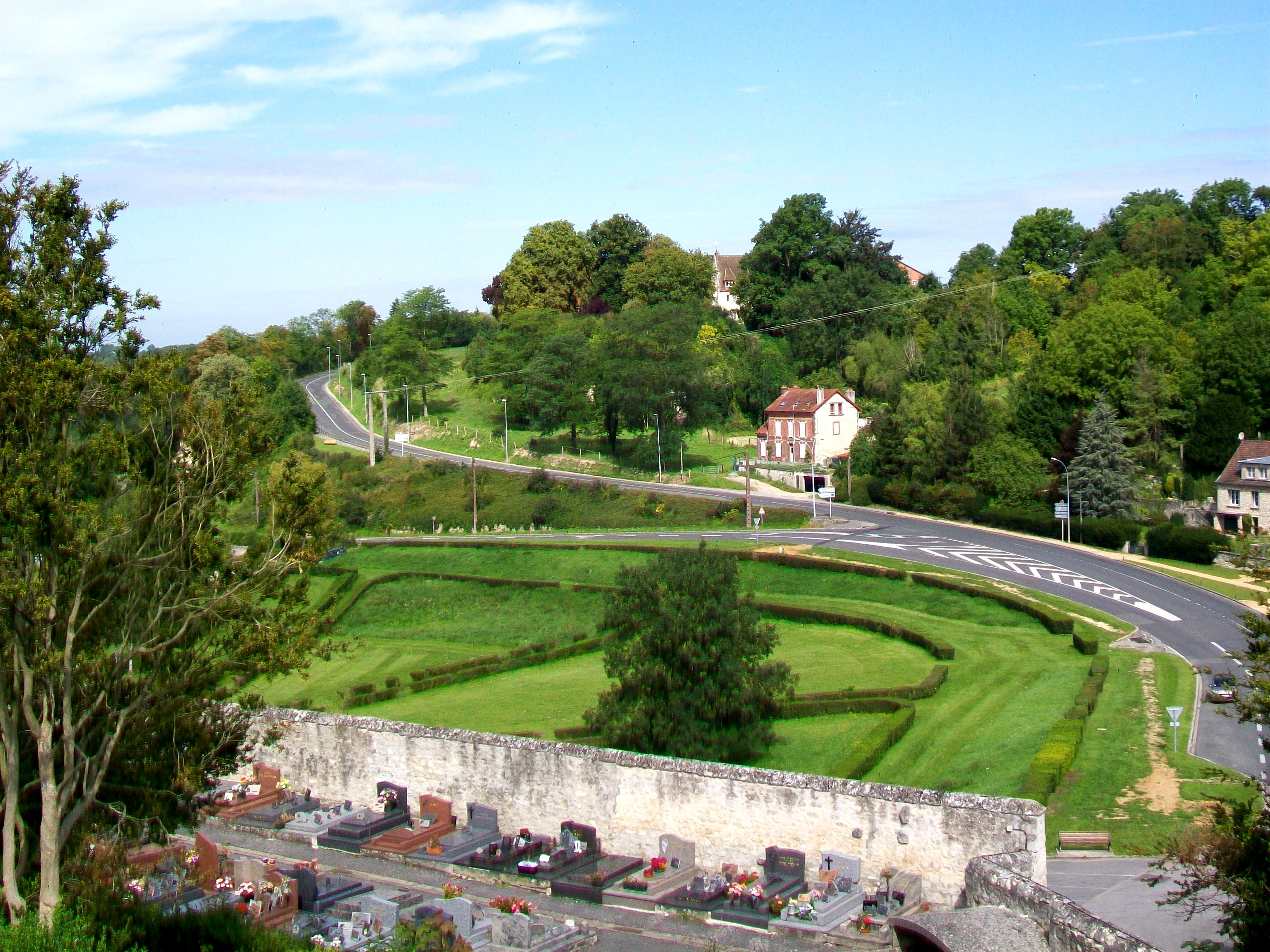
墓地。サンタルヌ―ル僧院前のテラスから谷を眺める
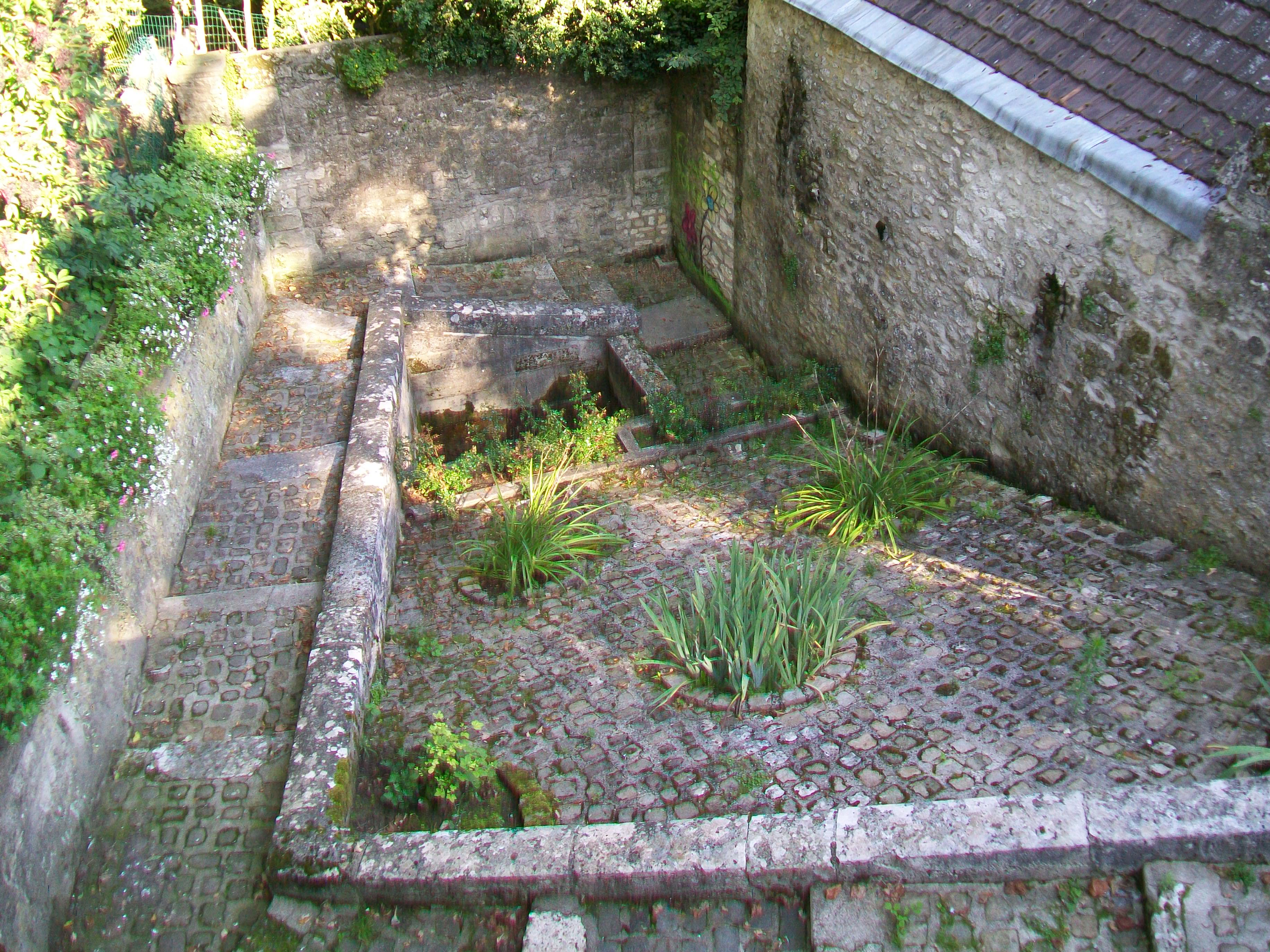
サンタガトの泉
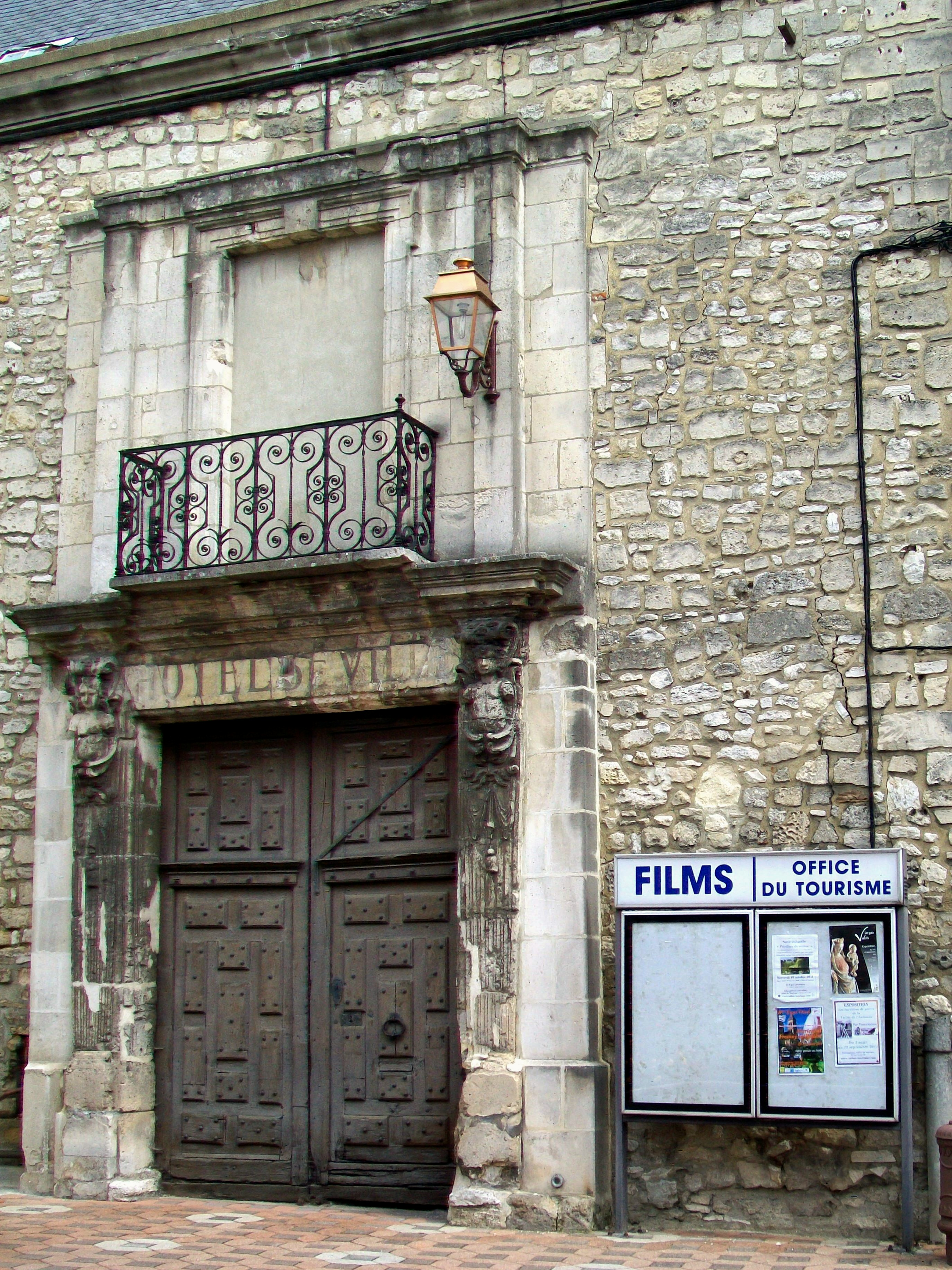
旧コミューン役場の入り口とバルコニー
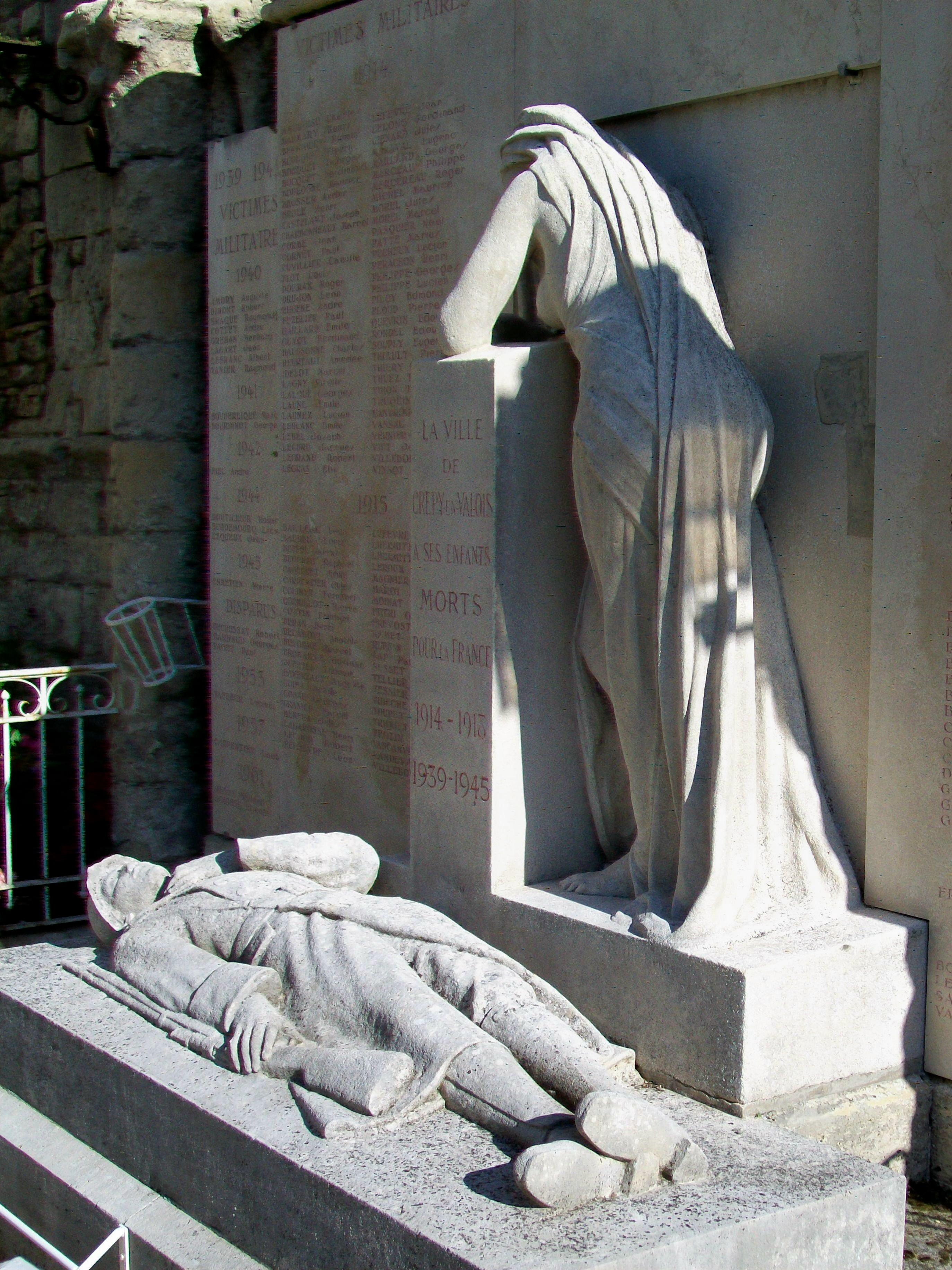
サン・トマ参事会教会の遺構にある戦死者記念碑
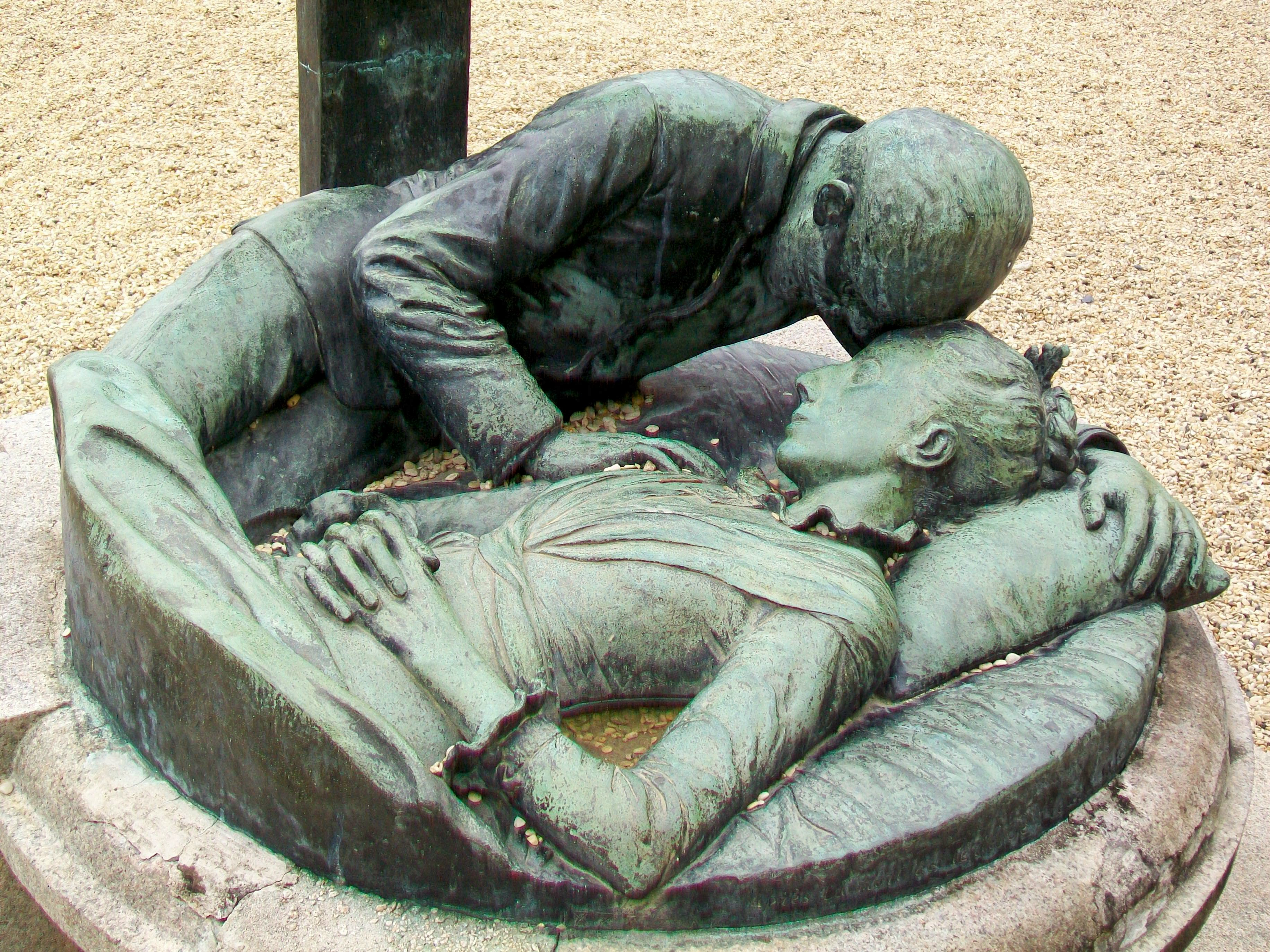
ブイヤン集落にある、彫刻家アルベール・バルトロメの手による夫人の墓碑
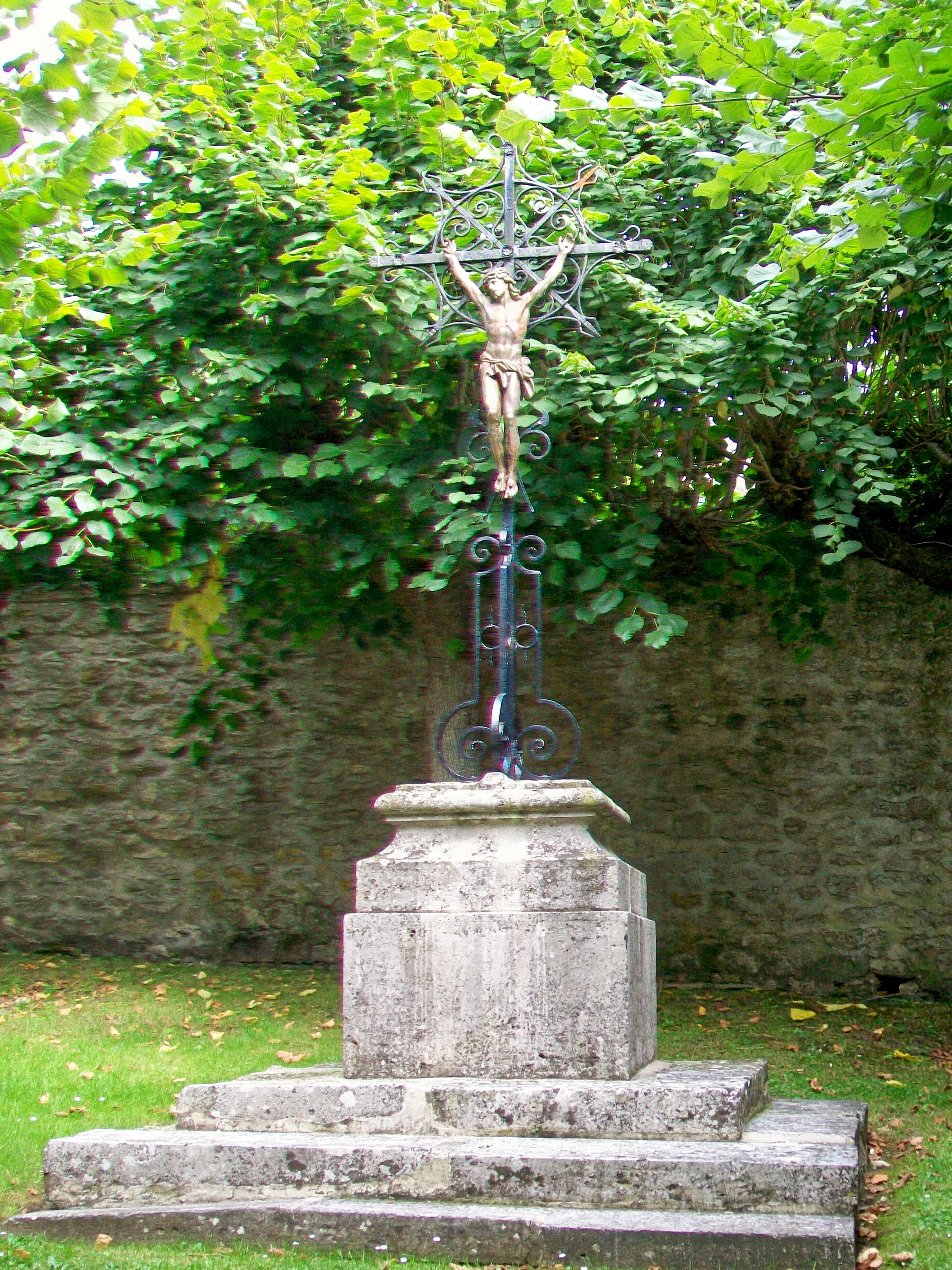
カルヴェール

## 姉妹都市
- ツェル (モーゼル)、ドイツ
- アントワン、ベルギー
- プウォンスク、ポーランド